# يسبر جاست
يسبر جاست (بالدنماركية: Jesper Just)‏ هو مصور دنماركي، ولد في 12 يونيو 1974 في كوبنهاغن في الدنمارك.

## وصلات خارجية
- يسبر جاست على موقع IMDb (الإنجليزية)